# 汤履道
汤履道（1912年2月2日—2001年4月16日）圣名若瑟，1950年代上海天主教界反帝运动领袖。中国天主教爱国会副主席。
汤履道出生于江苏省江阴县后塍镇（今属张家港市）一个世代信仰天主教的家庭，毕业于上海天主教学校。1956年他出席全国政协会议时，参与发起筹建中国天主教爱国会，担任副秘书长。1980年代，汤履道以教友身份担任中国天主教爱国会副主席、秘书长。2001年4月16日，汤履道在上海去世，享年89岁。